# (2106) Hugo
(2106) Hugo es un asteroide perteneciente al cinturón de asteroides descubierto el 21 de octubre de 1936 por Margueritte Laugier desde el Observatorio de Niza, Francia.

## Designación y nombre
Hugo recibió al principio la designación de 1936 UF.
Más adelante se nombró en honor del escritor francés Victor Hugo (1802-1885).

## Características orbitales
Hugo está situado a una distancia media del Sol de 2,703 ua, pudiendo alejarse hasta 2,967 ua y acercarse hasta 2,439 ua. Su inclinación orbital es 8,031° y la excentricidad 0,0977. Emplea 1623 días en completar una órbita alrededor del Sol.